# Артур Мендонса Кабрал
Артур Мендонса Кабрал (порт. Arthur Mendonça Cabral, нар. 25 квітня 1998, Кампіна-Гранде) — бразильський футболіст, нападник португальської «Бенфіки».

## Ігрова кар'єра
Народився 25 квітня 1998 року в місті Кампіна-Гранде. Вихованець футбольної школи клубу «Сеара». Дорослу футбольну кар'єру розпочав 2015 року в основній команді того ж клубу, в якій провів чотири сезони, взявши участь у 48 матчах чемпіонату.
Своєю грою за цю команду привернув увагу представників тренерського штабу клубу «Палмейрас», до складу якого приєднався на початку 2019 року. У серпні того ж року був відданий у річну оренду швейцарському «Базелю». Протягом сезону відіграв за команду з Базеля 26 матчів у національному чемпіонаті, в яких відзначився 14 забитими голами. 1 липня 2020 року швейцарський клуб викупив права на результативного нападника за 4,4 мільйона євро.
У січні 2022 року «Фіорентіна» придбала Артура Кабрала за 14 мільйонів євро. Відіграв за цю команду два сезони. У розіграші Ліги конференцій УЄФА 2022/23 із сімома забитими голами став один із двох найкращих бомбардирів турніру.
10 серпня 2023 року украв п'ятирічний контракт з лісабонською «Бенфікою», якій трансфер нападника обійшовся у 20 мільйонів євро (плюс додатково 5 мільйонів євро можливих бонусів).

## Статистика виступів

### Статистика клубних виступів
Станом на 10 серпня 2023
| Сезон                  | Команда                | Чемпіонат              | Чемпіонат | Чемпіонат | Національний кубок | Національний кубок | Національний кубок | Континентальні кубки | Континентальні кубки | Континентальні кубки | Інші змагання | Інші змагання | Інші змагання | Усього | Усього | Усього |
| Сезон                  | Команда                | Ліга                   | Ігор      | Голів     | Ліга               | Ігор               | Голів              | Ліга                 | Ігор                 | Голів                | Ліга          | Ігор          | Голів         | Ігор   | Голів  |        |
| ---------------------- | ---------------------- | ---------------------- | --------- | --------- | ------------------ | ------------------ | ------------------ | -------------------- | -------------------- | -------------------- | ------------- | ------------- | ------------- | ------ | ------ | ------ |
| 2015                   | «Сеара»                | B                      | 1         | 0         | КБ                 | 2                  | 1                  | -                    | -                    | -                    | -             | -             | -             | 3      | 1      |        |
| 2016                   | «Сеара»                | B                      | 0         | 0         | -                  | -                  | -                  | -                    | -                    | -                    |               | -             | -             | 0      | 0      |        |
| 2017                   | «Сеара»                | ЛС+B                   | 1+16      | 0+4       | КБ                 | 1                  | 0                  | -                    | -                    | -                    | ПЛ            | 1             | 0             | 19     | 4      |        |
| 2018                   | «Сеара»                | ЛС+A                   | 12+31     | 11+7      | КБ                 | 4                  | 1                  | -                    | -                    | -                    | КН            | 8             | 5             | 55     | 24     |        |
| Усього за «Сеару»      | Усього за «Сеару»      | Усього за «Сеару»      | 61        | 22        |                    | 7                  | 2                  |                      | -                    | -                    |               | 9             | 5             | 77     | 29     |        |
| 2019                   | «Палмейрас»            | ЛП+A                   | 2+1       | 1+0       | КБ                 | 1                  | 0                  | КЛ                   | 1                    | 0                    | -             | -             | -             | 5      | 1      |        |
| 2019–20                | «Базель»               | СЛ                     | 26        | 14        | КШ                 | 2                  | 2                  | ЛЄ                   | 11                   | 2                    | -             | -             | -             | 39     | 18     |        |
| 2020–21                | «Базель»               | СЛ                     | 33        | 18        | КШ                 | 0                  | 0                  | ЛЄ                   | 3                    | 2                    | -             | -             | -             | 36     | 20     |        |
| 2021-січ. 2022         | «Базель»               | СЛ                     | 18        | 14        | КШ                 | 1                  | 0                  | ЛК                   | 12                   | 13                   | -             | -             | -             | 31     | 27     |        |
| Усього за «Базель»     | Усього за «Базель»     | Усього за «Базель»     | 77        | 46        |                    | 3                  | 2                  |                      | 26                   | 17                   |               | -             | -             | 106    | 65     |        |
| січ.-черв. 2022        | «Фіорентина»           | A                      | 14        | 2         | КІ                 | 2                  | 0                  | -                    | -                    | -                    | -             | -             | -             | 16     | 2      |        |
| 2022–23                | «Фіорентина»           | A                      | 28        | 8         | КІ                 | 4                  | 1                  | ЛК                   | 15                   | 8                    | -             | -             | -             | 47     | 17     |        |
| Усього за «Фіорентину» | Усього за «Фіорентину» | Усього за «Фіорентину» | 42        | 10        |                    | 6                  | 1                  |                      | 15                   | 8                    |               | -             | -             | 63     | 19     |        |
| Усього за кар'єру      | Усього за кар'єру      | Усього за кар'єру      | 183       | 78        |                    | 17                 | 5                  |                      | 42                   | 25                   |               | 9             | 5             | 251    | 113    |        |

## Титули і досягнення

### Клубні
Бенфіка
- Володар Кубка португальської ліги (1): 2024/25

### Індивідуальні
- Найкращий бомбардир Суперліги: 2020/21 (18 голів)
- Найкращий бомбардир Ліги конференцій УЄФА: 2022/23 (7 голів)